# Distrito rural de Noabad
O distrito rural de Noabad (em persa: دهستان نوآباد) se localiza no distrito de Arvandkenar, no condado de Abadan, da província de Khuzistão, no Irã. No censo de 2006, sua população era de 174 habitantes, em 39 famílias.